# Риметеа (Алба)
Риметеа (рум. Rimetea) насеље је у Румунији у округу Алба у општини Раметеа. Oпштина се налази на надморској висини од 534 m.

## Становништво
Према подацима из 2011. године у насељу је живело 1191 становника.